# Røde Vejrmølle Kro
Røde Vejrmølle Kro eller Vejrmøllekroen blev opført i 1721. Den havde sit navn efter den hollandske mølle Røde Vejrmølle på den anden side af vejen. Kroen blev bygget samtidigt med at den nedbrændte mølle blev genopbygget ved siden af, efter at den nye ejer Albrect Carstensen havde opnået kongeligt privilegium til krodrift.
Kroen og møllen lå på Gamle Landevej den oprindelige landevej mellem København og Roskilde, men i forbindelse med at den nye Roskildevej blev anlagt flyttede man simpelthen både kro og mølle længere sydpå for at ligge ved den nye hovedvej mellem København og Roskilde.
Røde Vejrmølle Kro var en ganske stor kro, som på ruten mellem København og Roskilde afløste den kro, der ved den gamle alfarvejen havde heddet Glostrup Kro. Herfra var der 2 mil til nabokroerne. Mod København var det til Damhuskroen og mod Roskilde var det til Roskilde Kro.
I 1961 blev kroen revet ned og en tankstation blev bygget på stedet. Kun rejseladen fik lov til at stå, som autoværksted, den brændte i 1968 og den gamle mølle nedbrændte i 1973.
Digteren Axel Juel her og skrev digte om stedet.